# Aghvorik
Aghvorik (in armeno Աղվորիկ?) è un comune di 118 abitanti (2010) della provincia di Shirak in Armenia.